# Groupe de bombardement Béarn
Le groupe de bombardement 1/34 est une formation aérienne créée le 1er juillet 1938. Il reprend les traditions des SAL 14 et SAL 18. Il est à l'origine stationné à Dugny et équipé d'Amiot 143.

## Bataille de France
À partir du 1er septembre 1939, le GB 1/34 est stationné à Abbeville. Il effectuera de nombreuses missions de reconnaissance et de bombardement sous le feu de la DCA allemande. Puis, pendant la Bataille de France, (14 mai 1940), les groupes I/34 et I/38  effectuèrent une mission particulièrement risquée, à basse altitude et de jour, contre les ponts de Sedan. Sur  13 Amiot 143 et 6 LeO-45, 5 furent abattus et 2 gravement endommagés lors de cette mission.
Il stationna successivement à La Ferté-Gaucher et à Nangis (17 mai 1940), Avord (11 juin 1940), Bergerac (14 juin 1940), puis il traversera la Méditerranée pour Oran (21 juin 1940), Blida (
9 juillet 1940) et enfin Meknès et Tunis. Le GB I/34 est dissous le 16 août 1940.

## Afrique du Nord
Le GB 1/34 est reconstitué le 1er juillet 1944 à Mouzaïaville. Il est incorporé au groupement Patrie, créé par Jean Demozay dit Morlaix. Le groupement Patrie a pour mission de soutenir les groupes de FFI en harcelant les colonnes allemandes dans le Sud-Ouest de la France. Il est alors équipé de Douglas DB-7. Sa première mission se déroulera le 29 août 1944. Le deuxième groupe du groupement Patrie prend la dénomination Béarn le 1er octobre 1944 et reprend les traditions du GB 1/34.
Il participera ensuite à la réduction des poches de l'Atlantique au début de l'année 1945.

## Membres du GB 1/34 Béarn
- Commandant Bataille, commandant du GB I/34
- Capitaine Ollivier
- Lieutenant Martinet
- sergent chef Bourgeade Gabriel, Antoine, Marcel.
- aspirant Malfi
- lieutenant Lignon
- caporal Lanaspa
- aspirant Nicolaief
- Adjudant SAINT MARC Pierre
- Capitaine CHUPIN

## Transformation en Groupe de transport
Le 1er juillet 1947, le GB I/34 Béarn devient l'escadron de transport 1/64 Béarn équipé de Junkers 52 et de C-47 Dakota. Il s'illustrera en Indochine.